# Humbug (The X-Files)
«Humbug» es el vigésimo episodio de la segunda temporada de la serie de televisión estadounidense de ciencia ficción The X-Files. Fue escrito por Darin Morgan y dirigido por Kim Manners. Morgan había aparecido previamente en un papel invitado como el Flukeman en el episodio anterior de la temporada «The Host». «Humbug» se emitió en los Estados Unidos el 31 de marzo de 1995 por la cadena Fox. El episodio es una historia del «monstruo de la semana», desconectada de la mitología más amplia de la serie. «Humbug» obtuvo una calificación Nielsen de 10,3, siendo visto por 9,8 millones de hogares en su transmisión inicial. El episodio recibió críticas generalmente positivas y los críticos apreciaron el estilo de escritura único de Morgan.
El programa se centra en los agentes especiales del FBI Fox Mulder (David Duchovny) y Dana Scully (Gillian Anderson) que trabajan en casos relacionados con lo paranormal, llamados expedientes X. En este episodio, Mulder y Scully investigan una serie de asesinatos en una comunidad de antiguos artistas de circo. Mulder cree que el asesino es la misteriosa «sirena de Fiyi», que Scully argumenta que es solo un engaño, una mera patraña.
«Humbug» fue el primer episodio explícitamente cómico de la serie, y Morgan continuaría contribuyendo con cinco guiones más que impulsaron su versión cómica del programa. Según el análisis crítico del episodio, «Humbug» exploró temas de «otredad» y diferencia. Las estrellas invitadas incluyeron a los artistas secundarios de la vida real Jim Rose y The Enigma del Jim Rose Circus, así como a los actores Michael J. Anderson y Vincent Schiavelli. «Humbug» fue nominado para un premio Edgar y un premio Cinema Audio Society.

## Argumento
En el pueblo de Gibsonton, Florida, una noche, dos hermanos están jugando en la piscina al aire libre de su casa. Una figura misteriosa se acerca a ellos desde el bosque que rodea su casa y salta a la piscina sin que se den cuenta. Mientras los hermanos juegan, notan que algo anda mal y antes de salir de la piscina, la figura emerge del agua. Se revela que es el padre de los niños, el «Hombre Cocodrilo», quien asusta a sus hijos por diversión. Después de algunas risas en la piscina, el «Hombre Cocodrilo» les dice a sus hijos que regresen a la casa ya que es tarde y hora de irse a la cama. Los niños salen de la piscina y su padre se queda atrás para nadar. Una misteriosa figura desconocida se acerca a la piscina desde el bosque y ataca y mata al «Hombre Cocodrilo» en su piscina.
Los agentes Fox Mulder (David Duchovny) y Dana Scully (Gillian Anderson) viajan a Gibsonton para investigar una serie de ataques de 28 años por parte de un asaltante desconocido en una comunidad de ex artistas de circo. Asisten al funeral del «Hombre Cocodrilo» (que sufría de ictiosis). Entre las personas con las que se encuentran después están los «fenómenos hechos a sí mismos», el bloque humano Dr. Blockhead (Jim Rose) (quien interrumpió el funeral martillando un clavo de ferrocarril en su propio pecho) y su compañero geek El Enigma (The Enigma), que come cualquier cosa, pero no dice nada. Los agentes también se encuentran con el ex actor Jim Jim, el «Chico cara de perro», quien más tarde se convirtió en el sheriff local después de que se le cayera el cabello de la cara.
Mulder y Scully se quedan en la zona de remolques de Gulf Breeze. Aquí, conocen al desconfiado gerente el Sr. Nutt (Michael J. Anderson), y a Lanny (Vincent Schiavelli), un alcohólico con un gemelo unido subdesarrollado llamado Leonard. Los agentes escuchan una historia sobre la legendaria sirena de Fiyi, un espectáculo secundario común en el siglo XIX que resultó ser un mono con una cola de pez adherida, el «engaño» al que se refiere el título del episodio. A pesar del escepticismo habitual de Scully, Mulder está intrigado por lo que parecen huellas simiescas dejadas por el misterioso atacante.
Una noche, el Sr. Nutt es atacado fatalmente por una criatura. Los agentes finalmente descubren que el atacante es el gemelo de Lanny, Leonard, que puede separarse del cuerpo de Lanny. Según Lanny, Leonard ataca a las personas e intenta enterrarse en ellas porque está buscando un nuevo hermano para reemplazar a Lanny, quien se está muriendo de insuficiencia hepática debido a años de abuso de alcohol. Lanny se encierra voluntariamente en la cárcel local en un esfuerzo por evitar que Leonard escape, pero muere durante la noche y Leonard puede deslizarse a través de los barrotes de la ventana de la celda y huir. Mulder y Scully intentan capturar a Leonard, que entra en una casa de la risa, pero logra escapar. Al salir de la casa de la risa, encuentran a Enigma tirado en el suelo, frotándose el estómago, aparentemente habiendo sido atacado por Leonard. Mientras el Dr. Blockhead se prepara para irse de la ciudad con Enigma a la mañana siguiente, le comenta a Scully que con la ciencia moderna erradicando las anomalías genéticas, dependerá de los monstruos hechos a sí mismos como él recordarle a la gente que «la naturaleza aborrece la normalidad». Enigma se ve mal y Mulder pregunta cuál es el problema. Enigma, en su única línea del episodio, responde: «probablemente algo que comí». Mientras el Dr. Blockhead se aleja con Enigma, Mulder y Scully se miran con expresiones confundidas y algo sorprendidas.

## Producción

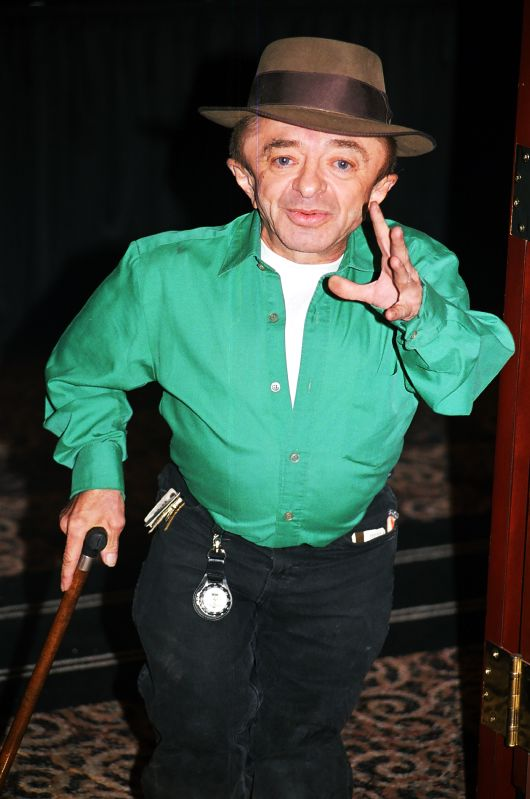
El miembro del elenco regular de Twin Peaks Michael J. Anderson apareció en este episodio como Sr. Nutt.

«Humbug» fue escrito por Darin Morgan; fue su primer guion para la serie. A principios de la segunda temporada, apareció en el segundo episodio «The Host» como el Flukeman. También ayudó a su hermano Glen Morgan (ya escritor habitual de The X-Files) con el guion del siguiente episodio, «Blood». El creador de la serie, Chris Carter, le ofreció a Darin Morgan un lugar permanente en el equipo de escritura de The X-Files, que aceptó a regañadientes. Morgan dijo que inicialmente se sentía incómodo y dijo «Una de las razones por las que me incomodó unirme al personal es que soy un escritor de comedia y este no es un programa de comedia, así que estaba tratando más o menos de tener un episodio con un poco de un poco de humor, sin decirle a nadie lo que estaba haciendo». Glen sugirió que escribiera un episodio sobre artistas secundarios. Antes de escribir el episodio, Darin Morgan vio una cinta del espectáculo secundario de circo de Jim Rose y posteriormente eligió a Rose y The Enigma como el Dr. Blockhead y Enigma, respectivamente. Otras estrellas invitadas fueron Michael J. Anderson, miembro del elenco regular de Twin Peaks, como Mr. Nutt y Vincent Schiavelli como Lanny.
El guion de Morgan resultó ser el episodio más cómico de la serie hasta el momento. La desviación del estilo habitual de The X-Files' hizo que algunos miembros del equipo, incluido el director Kim Manners, se sintieran incómodos, y se cortaron algunas de las escenas más explícitamente cómicas. Después de «Humbug», Morgan pasó a escribir tres historias más llenas de comedia para el programa: «Clyde Bruckman's Final Repose», «War of the Coprophages» y «Jose Chung's From Outer Space». David Duchovny comentó más tarde: «Lo que me encantó de sus guiones fue que parecía estar tratando de destruir el programa». La trama de «Humbug» también fue adaptada como novela para adultos jóvenes en 1996 por Les Martin.
El episodio incluye extractos de la canción «Frenzy» del músico estadounidense de shock rock Screamin' Jay Hawkins, así como de la tercera sinfonía del compositor polaco Witold Lutosławski.

## Temas
En su libro de 2002 Strange TV, M. Keith Booker describe «Humbug» como un episodio importante en la «ironización» del programa de su exploración de la «otredad»; desde el principio desafía las suposiciones de los personajes y de los espectadores sobre la diferencia. En la apertura, lo que parece ser un monstruo es en realidad un padre suburbano y eventual víctima de asesinato. Cuando Mulder y Scully se apresuran a sospechar que los artistas del espectáculo de monstruos lo asesinaron, el Dr. Blockhead, un monstruo hecho a sí mismo y una «celebración posmoderna de la diferencia», confronta sus prejuicios y lamenta un futuro sin anomalías genéticas. Los agentes, con su apariencia convencional son considerados extraños, y rápidamente son juzgados (correctamente) como agentes del FBI. Según Booker, los personajes del espectáculo de fenómenos del episodio ejemplifican el concepto del Otro. Contrasta la perspectiva de «Humbug», que celebra la otredad, con la de The X-Files en general, en la que «Otro» es generalmente sinónimo de peligro y maldad, al igual que Leonard. A pesar de esta asociación entre la diferencia y la malevolencia que generalmente se encuentra en The X-Files, el programa satisface la necesidad de diferencia y diversidad de la audiencia, en su gran cantidad de personajes extraños y diferentes. Esta necesidad de algo más allá de la existencia cotidiana se refleja en los personajes principales del «querer creer» de Mulder en lo paranormal y la fe católica de Scully. En «Humbug», esto se destaca por el argumento del Dr. Blockhead de que los monstruos agregan una riqueza a la vida que será eliminada por los avances genéticos.
Según Rhonda Wilcox y J.P. Williams en «What Do You Think? The X-Files, Liminality, and Gender Pleasure», «Humbug» trata sobre «diferencia, sexo y apariencia». Con respecto a The X-Files en su conjunto, dicen que la relación entre Mulder y Scully es no sexual y «cuasi marital». Aunque comparten un grado de intimidad que les permite compartir el espacio del otro, evitan una mirada sexual u objetivante: «Se miran a los ojos y discuten ideas, en lugar de mirarse el cuerpo». Este statu quo se desafía en este episodio a medida que la mirada objetivante se destaca y se deconstruye, aunque no entre los socios mismos. Según Wilcox y Williams, una escena clave involucra a la agente Scully y Lanny. Cuando Lanny va a despertar a Scully en su tráiler una mañana, vislumbra sus senos; ella, sin darse cuenta, se expone a sí misma cuando, a su vez, ve al gemelo parásito descubierto de Lanny; «cada mirada implica la objetivación de la diferencia». Esta objetivación se enfatiza por el hecho de que el cuerpo de Scully normalmente no se revela de esta manera.

## Recepción

### Audiencia
«Humbug» se transmitió por primera vez en los Estados Unidos el 31 de marzo de 1995, en la cadena Fox. En su emisión original fue visto por 9,8 millones de hogares, según el sistema de clasificaciones Nielsen. Recibió una calificación de 10,3 y un 18 de participación entre los espectadores, lo que significa que el 10,3 por ciento de todos los hogares en los Estados Unidos y el 18 por ciento de todas las personas que miraban televisión en ese momento vieron el episodio. El episodio fue nominado para un premio Edgar por «Mejor episodio en una serie de televisión» y un premio de la Cinema Audio Society por «Logro destacado en la mezcla de sonido para una serie».

### Reseñas
«Humbug» recibió elogios de la crítica. En una reseña del episodio de 2010, Emily VanDerWerff de The A.V. Club le otorgó una calificación de «Grado A». Ella notó la diferencia entre el estilo del episodio y las historias anteriores de la serie, y dijo que al principio «parece que podría ser un Murder, She Wrote o algo así», y que más tarde, «estamos claramente en otro programa por completo, los únicos eslabones en la cadena de continuidad son los mismos Mulder y Scully». Incluyendo los otros guiones de Morgan para el programa, VanDerWerff llamó a su escritura «profundamente divertida», pero dijo que «Humbug» «puede ser [su] guión más débil». Elogió particularmente el final del episodio y dijo que «hay pocos otros escritores de televisión a los que se les ocurriría algo tan inquietante y con una comprensión tan perfecta de la condición humana como la revelación final de quién es el asesino». También escribiendo para The A.V. Club en 2010, Zack Handlen lo llamó «un episodio fantástico... bien escrito y extraño». Ted Cox del Daily Herald llamó a «Humbug» «el episodio fundamental de The X-Files». Robert Goodwin dijo sobre el episodio «Hablando de poco convencional. Es muy teatral y grandioso. El truco fue tener cuidado de que no se convirtiera en una mala película de Vincent Price, pero funcionó bien». Jessica Morgan de Television Without Pity le dio al episodio una calificación A. Los críticos del sitio web IGN nombraron a «Humbug», el décimo mejor episodio independiente de The X-Files de toda la serie. Topless Robot lo nombró el sexto episodio más divertido de la serie.

### Novelización
- Humbug en Internet Speculative Fiction Database (en inglés)

- Datos: Q15630296